# Bezprym
Bezprym (cca 986/7–1032) byl kníže z dynastie Piastovců, který vládl v Polsku v letech 1031 až 1032. Aby se dostal na trůn, vyhnal s pomocí Svaté říše římské a Kyjevské Rusi svého bratra Měška II.

## Vláda
Polské království rychle upadlo, když Bezprym a Ota, bratři Měška II., využili jeho několikaletých sporů s císařem Svaté říše římské Konrádem II. Sálským a zorganizovali proti němu koalici Svaté říše římské a Kyjevské Rusi. Roku 1031 Konrád II. dobyl Lužici a kyjevský kníže Jaroslav Moudrý Červenou Rus. Bezprym se svými příznivci a s ruskou vojenskou pomocí dobyl sídelní hrad Hnězdno a získal trůn. V souladu s dohodou ihned uznal císařovu svrchovanost, vzdal se královského titulu a na důkaz vděčnosti odeslal do Říše polské královské insignie. To vyvolalo velkou nespokojenost mezi polskými velmoži a způsobilo jeho brzký pád.
Po vraždě Bezpryma v roce 1032 se Měšek II. vrátil do Polska a opět se ujal vlády, ale už nemohl ignorovat požadavky Konráda II. a na jednání v Merseburku v roce 1033 byl donucen vzdát se královského titulu, uznat svrchovanost císaře a podělit se s příbuznými o moc v zemi. V roce 1034 byl Měšek podobně jako Bezprym zavražděn.